# -metrie
Das Suffix -metrie (von altgriechisch μέτρον „Maß, Maßstab“) bedeutet wörtlich, dass etwas gemessen wird. Beispiel Symmetrie: Hier fällt das Maß der zu vergleichenden Objektteile zusammen (syn), die Teile sind daher symmetrisch, also (wörtlich übersetzt) „zusammenmessend“ oder gleich lang.
Abgeleitet davon sind viele Messgeräte oder Berufe je nach der Thematik mit dem Suffix -meter versehen, z. B. Geometer von Geometrie oder Thermometer von Thermometrie.

## Beispiele

### A
- Accelerometrie
- Aktinometrie
- Alkoholometrie
- Allometrie
- Amperometrie
- Anemometrie
- Anthropometrie
- Äquilibriometrie
- Archäometrie
- Argentometrie
- Astrometrie
- Audiometrie
- Axonometrie

### B
- Bathymetrie
- Bibliometrie
- Biometrie
- Bromatometrie

### C
- Calipometrie
- Cerimetrie
- Chelatometrie
- Chronometrie
- Corneometrie
- Coulometrie

### D
- Dendrometrie
- Densitometrie
- Dialektometrie
- Dimetrie
- Dosimetrie

### E
- Ektazytometrie
- Ellipsometrie
- Endometrie
- Ergometrie

### F
- Fetometrie

### G
- Geometrie
- Goniometrie
- Gradiometrie
- Gravimetrie
- Gustometrie

### H
- Historiometrie
- Hydrometrie
- Hypsometrie

### I
- Informetrie
- Interferometrie
- Iodatometrie
- Iodometrie
- Isometrie
- Isoperimetrie

### K
- Kalorimetrie
- Kapnometrie
- Kardiogoniometrie
- Kartometrie
- Kliometrie
- Knemometrie
- Kolometrie
- Kolorimetrie
- Kraniometrie
- Konduktometrie

### L
- Lichenometrie

### M
- Manganometrie
- Manometrie
- Morphometrie
- Motometrie

### N
- Nasometrie
- Nephelometrie

### O
- Odometrie
- Ökonometrie
- Olfaktometrie
- Optometrie
- Osmometrie
- Oszillometrie
- Oxymetrie

### P
- Perimetrie
- Phonometrie
- Photometrie
- Photogrammetrie
- Planimetrie
- Plyometrie
- Potentiometrie
- Psychometrie
- Psychrometrie
- Pulsoxymetrie
- Pyrometrie

### R
- Radiometrie
- Relaxometrie
- Rhinomanometrie
- Rhinoresistometrie

### S
- Saccharimetrie
- Sensitometrie
- Softwaremetrie
- Soziometrie
- Spektrometrie
- Spiroergometrie
- Spirometrie
- Stereometrie
- Stichometrie
- Stilometrie
- Stöchiometrie
- Symmetrie
- Szientometrie

### T
- Tachymetrie
- Telemetrie
- Tetraedrometrie
- Thermometrie
- Tonometrie
- Trigonometrie
- Turbidimetrie
- Tympanometrie

### V
- Vibrometrie
- Viskosimetrie
- Voltammetrie
- Voltametrie
- Volumetrie

### W
- Webometrie

### Z
- Zytometrie